# Ferdi
Ferdi ist ein männlicher Vorname. Er kommt im Türkischen vor, mit arabischer Herkunft und der Bedeutung „der Einzigartige“. Die weibliche Form des Namens ist Ferda. Ferdi ist außerdem eine Kurzform des deutschen Namens Ferdinand.

## Namensträger
- İbrahim Ferdi Coşkun (* 1987), türkischer Fußballspieler
- Ferdi Elmas (* 1985), türkischer Fußballspieler
- Ferdi Hartung (1931–2014), deutscher Sportfotograf
- Ferdi Kübler (1919–2016), Schweizer Radrennfahrer
- Ferdi Sabit Soyer (* 1952), Premierminister der Türkischen Republik Nordzypern
- Ferdi Tayfur (1945–2025), türkischer Sänger und Schauspieler
- Ferdi Taygan (* 1956), US-amerikanischer Tennisspieler türkischer Abstammung